# Hydrotaea wittei
Hydrotaea wittei este o specie de muște din genul Hydrotaea, familia Muscidae, descrisă de Zielke în anul 1971.
Este endemică în Congo. Conform Catalogue of Life specia Hydrotaea wittei nu are subspecii cunoscute.